# NGC 2473
NGC 2473 é uma galáxia espiral (S) localizada na direcção da constelação de Lynx. Possui uma declinação de +56° 44' 11" e uma ascensão recta de 7 horas, 55 minutos e 35,0 segundos.
A galáxia NGC 2473 foi descoberta em 20 de Fevereiro de 1851 por William Parsons.